# Pro musica nova
pro musica nova war der Name eines Festivals für Neue Musik der ARD-Sendeanstalt Radio Bremen, das 1958 von Hans Otte, dem damaligen Hauptabteilungsleiter Musik, gegründet wurde.
Seit 1960 wurde pro musica nova im jährlichen Wechsel mit seinem Pendant pro musica antiqua von Radio Bremen durchgeführt. Die beiden Biennalen verdanken ihre Namensgebung dem Brüsseler Ensemble Pro Musica Antiqua des Dirigenten Safford Cape, das schon seit den 1930er Jahren mit historischer Aufführungspraxis experimentierte und diese zum Beispiel für die Archiv Produktion der Deutschen Grammophon Gesellschaft dokumentierte. 
Das Ziel dieser Festivals war es, dem Publikum die nicht mehr bekannten oder noch nicht existenten Werke der alten und zeitgenössischen Musik nahezubringen. Hans Otte gab, oft gegen heftigsten Widerstand der Rundfunkgremien, hunderte von Kompositionen bei damals völlig unbekannten Komponisten wie Karlheinz Stockhausen, John Cage, Mauricio Kagel, György Ligeti, Terry Riley, La Monte Young, Conlon Nancarrow oder Hans-Joachim Hespos in Auftrag. Auch später bekannt gewordene Spezialisten für alte Musik wie Nikolaus Harnoncourt erhielten ein Arbeitsforum, ebenso wie bedeutende Interpreten wie Herbert Henck, David Tudor und Herbert Tachezi. 
Die Intendanz des Radios Bremen stellte beide Biennalen im Jahre 2001 ein. Ihr Gründer Otte, der in seiner Programmpolitik weitestmöglich und bewusst auf eigene geschmackliche Vorlieben verzichtet hatte, um breiteste Entwicklung innerhalb der Kunst zu ermöglichen und aufzuzeigen, hatte die Festivals pro musica antiqua und pro musica nova bis 1984 fast ein Vierteljahrhundert lang geleitet. Bedeutende Künstler unterschiedlichster „Fraktionen“ schätzen Ottes Wirkung einhellig als „epochemachend“ ein.